# Almacenados
Almacenados és una obra de teatre del català David Desola. Escrita el 2002 amb el títol original d' Estamos, estamos, el 2003 va guanyar el XXII Premi de Teatro Hermanos Machado, atorgat per l'àrea de cultura de l'ajuntament de Sevilla.

## Argument
El senyor Lino, submís, servil i ancorat en la mentida és a punt de jubilar-se i disposa de 5 dies per a ensenyar al jove Nin el treball on ell ha estat 39 anys a l'empresa Salvaleón de mastelers per vaixells. Nin, a més, és rebel i qüestiona els seus principis laborals i existencials. Però, què és el que han de fer? L'obra parla de la necessitat de treballar, el temps i com s'hi enfronte dues generacions diferents a través d'humor i preguntes i del vincle que es crearà entre ells malgrat la diferència generacional.

## Representacions
Fou estrenada al Teatro Palacio Valdés d'Avilés (Astúries) el 5 de setembre de 2004 amb muntatge produït per Fila Siete dirigit per Juan José Alfonso i protagonitzada per José Sacristán (Lino) i Carlos Santos Rubio (Nin). Després va anar de gira per diverses ciutats fou representada a La Villarroel del 19 de gener al 27 de febrer de 2005 i el setembre de 2005 al Teatro Fígaro de Madrid. També es va estrenar a Costa Rica, Uruguai, el Perú i l'Argentina, i va realitzar cinc temporades a Mèxic amb l'actor Héctor Bonilla.

## Versió cinematogràfica
El 2015 va ser portada al cinema a Mèxic sota la direcció de Jack Zagha. Per aquesta adaptació, realitzada pel mateix autor, va guanyar l'Ariel a millor guionista a Mèxic el 2017.